# Her Blue Sky
Her Blue Sky (空の青さを知る人よ, Sora no Aosa o Shiru Hito yo) és una pel·lícula japonesa d'anime produïda per CloverWorks, escrita per Mari Okada i dirigida per Tatsuyuki Nagai. Es va estrenar al Japó l'11 d'octubre del 2019 i s'ha doblat al català. Fou nominada als Premis de l'Acadèmia Japonesa com a millor pel·lícula d'animació.

## Argument
L'Aoi vol anar a viure a Tòquio per convertir-se en baixista i deixar de ser una càrrega per a la seva germana gran, l'Akane, que la cuida des que es van morir els seus pares. Ara bé, en Shinno, l'antic xicot de la germana, reapareix 13 anys després en dues versions: la de quan tenia disset anys i l'actual, amb trenta.

## Doblatge
| Personatge          | Veu japonesa    | Veu catalana  |
| ------------------- | --------------- | ------------- |
| Aoi Aioi            | Shion Wakayama  | Isabel Valls  |
| Akane Aioi          | Riho Yoshioka   | Iris Lago     |
| Shinnosuke Kanamuro | Ryo Yoshizawa   | David Jenner  |
| Dankichi Nitobe     | Ken Matsudaira  | Mark Ullod    |
| Masatsugu Nakamura  | Yō Taichi       | Alex Molina   |
| Masamichi Nakamura  | Fukushi Ochiai  | Daniel Albiac |
| Chika Ōtaki         | Atsumi Tanezaki | Nerea Alfonso |